# Ruben Bagger
Ruben Bagger (* 16. ledna 1972) je bývalý dánský fotbalový útočník, který celou svou hráčskou kariéru strávil v klubu Brøndby IF z Kodaně. Hrál na hrotu útoku nebo na levém křídle.
V 1. dánské lize debutoval 13. 11. 1993 proti týmu Ikast FS (výhra 1:0).
Pětkrát vyhrál s Brøndby titul v nejvyšší dánské lize a třikrát v dánském poháru. Odehrál v klubu celkem 14 sezón, ve 243 ligových zápasech vstřelil 64 gólů.